# Radijevići (Nova Varoš)
Pour les articles homonymes, voir Radijevići.
Radijevići (en serbe cyrillique : Радијевићи) est un village de Serbie situé dans la municipalité de Nova Varoš, district de Zlatibor. Au recensement de 2011, il comptait 134 habitants.
Radijevići possède une église en bois construite en 1808.

## Démographie

### Évolution historique de la population
| 1948 | 1953 | 1961 | 1971 | 1981 | 1991 | 2002 | 2011 |
| ---- | ---- | ---- | ---- | ---- | ---- | ---- | ---- |
| 370  | 400  | 383  | 386  | 283  | 208  | 169  | 134  |

|  |